# NGC 239
NGC 239 là một thiên hà xoắn ốc nằm trong chòm sao Kình Ngư. Nó được phát hiện vào năm 1886 bởi Francis Leavenworth.